# المحصام الشمالي (حرض)

تعديل مصدري - تعديل

المحصام الشمالي هي إحدى قرى عزلة الفج بمديرية حرض التابعة لمحافظة حجة، بلغ تعداد سكانها 64 نسمة حسب تعداد اليمن لعام 2004.